# عكبر
العِكْبِر أو الدُّنْج أو صمغ النحل هو مادة حمضية لزجة قابلة للذوبان بالأَثير والتربنتين، تجمعه نحلات العسل من براعم وعصارة الأشجار أو مصادر أخرى. وهو مادة صمغية راتينجية رايزونية (بلسمية) شمعية، ممزوجة بنسبة من حبوب اللقاح ولعاب النحل، لزجة لونها يتراوح بين البني الغامق والمحمر إلى الأسود المخضر، طعمها مُر لاذع، يقوم النحل بصنعها من عدة مصادر خارجية وداخلية. ومن أهم المصادر الخارجية للمواد الصمغية الراتنجية والريزونية النباتية التي يجمعها من الخارج خاصة من المادة اللزجة المغطية لبراعم (تويجات) فروع الأشجار وقلف جذوع الأشجار الحرجية كالحور والسدر والخروب وهي التي تحمي النبات من تقلبات الطقس، إضافة إلى حمايته من هجوم الجراثيم (وغيرها من الفيروسات والفطريات والبكتيريا) عليه؛ وهذه المزايا يستفيد منها النحل لتكوين البروبوليس وذلك بمزجها بلعابه ويضيف إليها حبوب اللقاح (5-10%) والشمع (20-30%)، وقليل من العسل ليصنع البروبوليس. ويستعمله النحل في لصق الإطارات وتقوية الأقراص الشمعية وسد شقوق الخلية وتضييق المداخل في الشتاء. يستخدم العكبر لإغلاق الشقوق الصغيرة حوالي 6 ملليمتر (0.24 إنش أو أقل). بينما تغلق الشقوق الكبيرة عادة بشمع النحل. لونه يعتمد على مصدره، معظمه باللون البني الغامق. يكون العكبر لاصقاً في درجة حرارة الغرفة أو فوقها بعشرين درجة مئوية أو (68 فهرنهايت)، ويصبح قاسياً وهشا في درجات الحرارة الأقل. كما تستعمله النحلات في تغطية بعض أعدائها التي تقتلها داخل الخلية ويكون حجمها كبيراً ويصعب إخراجها من الخلية كالفراشات الكبيرة والسحالي والفئران، وبهذه الطريقة تمنع حدوث تحللها وتعفنها.
يحتاج النحل إلى مادة البروبوليس. ولكن إذا زادت الكمية التي يجمعها النحل منه تعتبر من عيوب السلالة حيث يؤدي ذلك إلى لصق الأقراص ببعضها ولسد الممرات فيرتبك النحل ويتعرقل عمله، ويعرقل عمل النحال أثناء الفحص علاوة على تلويث الإطارات والشمع بهذه المادة وتعتبر سلالة النحل القوقازي أكثر السلالات جمعاً لهذه المادة.

## الفائدة
اعتقد مربو النحل لقرون عدة أن النحل يقوم بإغلاق الخلية بالعكبر لحماية المستعمرة من العوامل الجوية مثل المطر وموجات البرد. بالإضافة لذلك كشفت أبحاث القرن العشرين أن النحل لا ينجو فقط وإنما ينمو مع زيادة التهوية باختلاف درجات الحرارة خلال أشهر الشتاء في المناطق المعتدلة بالعالم. يعتقد بأن العكبر سبب لما يلي:
1. تعزيز الاستقرار الهيكلي للخلية.
2. تقليل الاهتزازات.
3. جعل الخلية أكثر تحصيناً عن طريق ختم مداخل بديلة.
4. الوقاية من الأمراض والطفيليات ومنعها من دخول الخلية، كما أنها تحول دون نمو الفطريات والبكتيريا.[10]
5. منع التعفن داخل الخلية، عادة ما يحمل النحل النفايات بعيداً عن الخلية. لكن في بعض الأحيان تكون الفراشات أو الفئران كبيرة يصعب إخراجها من الخلية، فتقوم بدلاً من ذلك بختمها بالبروبوليس وتحنيطها وجعلها عديمة الرائحة وغير ضارة.

## التركيب
يختلف تركيب العكبر من قفير إلى قفير، من منطقة إلى منطقة ومن فصل إلى فصل. عادة ما نجده باللون البني الغامق، ولكن يمكن أن نجده باللون الأخضر، الأحمر، الأسود والأبيض، وذلك اعتمادا على مصدر المواد المفرزة الموجودة في منطقة القفير. ينتهز نحل العسل الفرص ويجمع ما يحتاجه من المصادر المتاحة؛ وأظهرت التحاليل أن التركيب الكيميائي للعكبر يختلف من منطقة إلى منطقة كثيرًا حسب غداء النحل. على سبيل المثال، في المناطق الشمالية يقوم النحل بجمع الإفرازات من الأشجار مثل شجر الحور والصنوبر (الور البيولوحي لإفرازات الأشجار لإغلاق الجروح ويحارب البكتيريا والفطريات والحشرات). عكبر المناطق الشمالية يحتوي على خمسين مكون تقريبا، الإفرازات الأولية والبلسم النباتي (50%) والشمع (30%) وزيوت أولية (10%) وغبار الطلع (5%). يحتوي العكبر أيضاً على مادة مبيد حشري قوي لإبادة العناكب والحشرات الصغيرة.
في المناطق الغير استوائية، بالإضافة لوجود كمية كبيرة من الأشجار المتنوعة، يجمع النحل الراتنجات من زهور جنسي كلوزيا وداليتمبيا اللتان تصنفان بأنهما النبتتين الوحيدتين القادرتين على تصنيع الراتنجات من زهورهما لتجذبا حبوب الطلع.، تحتوي راتنجات ال كلوزيا على polyprenylated benzophenones. في بعض المناطق في تشيلي يحتوي العكبر على فيسيدون وهو تربين من شجيرة باكريس،  واستُخلص في البرازيل أبوكسايد النافثوكوينون من العكبر الأحمر،  ووُثّق وجود أحماض برينيلتديدية مثل حمض ال 4-hydroxy-3,5-diprenyl cinnamic . [12]وفي تحليل جرى في مقاطعة خنان في الصين وجد في العكبر حمض السينابينك وحمض ايزوفيريولك حمض الكافئيك وكريزين. الثلاث أحماض الأولى اشتركت في ما بينها بأنها من مضادات البكتيريا. كما يأتي العكبر البرازيلي الأحمر بكمية كبيرة من راتنجات نبات الدالبيرجيا اكاستافيليوم. ويحتوي على نسبة عالية من isoflavonoids 3-hydroxy-8,9-dimethoxypterocarpan وميداكاربين. الفلافانويدات الأخرى تحتوي على جلانجن والبينوتيربين. الCaffeic acid phenethyl ester(CAPE) هو أيضا مُكوِن من مكونات بعض أنواع العكبر في نيوزلاندا.(ester(CAPE هو أيضا مُكوِن من مكونات بعض أنواع العكبر في نيوزلاندا 
أحيانا تقوم عاملات النحل بجمع مكونات لاصقة من صنع الإنسان عندما يكون في الحصول على المصدر الطبيعي صعوبة. وتعتمد خصائص العكبر على المصدر الخاص لكل قفير. لذلك قد تكون أي خواص طبية موجودة في عكبر قفير ما قد لا توجد في عكبر قفير آخر.

## الاستخدامات الطبية
استخدم العكبر في الطب الشعبي منذ آلاف السنين. قيمت مؤسسة الصحة الوطنية العكبر على أنه فعال بنسب معينه لعلاج تقرحات البرد، التقرحات التناسلية، وآلام الفم بعد العمليات الجراحية.
للعكبر استخدامات طبية كثيرة أثبتت فعاليتها حديثًا بمختلف الأبحاث السريرية والمخبرية منها علاج الإنفلونزا، علاج الالتهابات المختلفة كونه مضاد حيوي قوي منها التهابات الرئة، التهابات الأذن، التهاب المعدة، التهاب القولون وغيرها.
وقد توصلت اخر الأبحاث العلمية إلى فعالية العكبر في علاج أنواع مختلفة من الهربس كالهربس البسيط وهربس صنف 1 والهربس صنف 2 أو الهربس التناسلي.

## الأبحاث الطبية الحيوية
العكبر محط تركيز عدد كبير من المشاريع البحثية. بعض نتائج البحوث الأولية (التي نشرت في أدب الطبية الحيوية)، جنبا إلى جنب مع محدوديتها، موصوفة أدناه:

### مضاد حيوي
أظهرت دراسات علمية داخل المختبر أن بعض أنواع العكبر لديه خواص مضادة للبكتيريا ومضادة للفطريات بوجود مكونات فعالة تتضمن مركبات الفلافونيود. كما أظهرت أبحاث سريرية عديدة أن العكبر يعتبر مضاد ميكروبي ومضاد حيوي فعال لعلاج أنواع مختلفة من الالتهابات، الميكروبات والفطريات.

### الحروق
في التجارب الحيوية الأولية على الفئران أظهرت أن العكبر له فعالية في علاج الحروق الجلدية الملتهبة. أيضاً في تجارب سريرية في البرازيل أظهرت أن كريم الجلد المصنوع من العكبر كان أفضل من كريم الحروق المصنوع من سيلفر سلفادين. أظهرت دراسات حديثة مخاوف من فعالية كريم السيلفر سلفادين على الحروق واقترحت أنه قد يؤخر من شفاء الحروق. ولا تزال بحاجة إلى أبحاث إضافية.

### التعديل المناعي
أفادت بعض نتائج الأبحاث بأن العكبر يثبط عمل كل من التحفيز المناعي والتثبيط المناعي. أبحاث أخرى تحتاج إلى إثبات صحة هذا الموضوع.

### الحساسية
مع أن لاستخدام العكبر لعلاج الحساسية مؤيدين، إلا أنه يمكن أن يسبب حساسية شديدة خاصة للناس ذوي الحساسية تجاه منتجات النحل أو النحل نفسه.

### صحة الفم
يُدرس العكبر في الأبحاث المتعلقة بطب الاسنان خاصة أن هنالك تجارب حيوية وسريرية تفيد بأن العكبر يحمي من تسوس الأسنان وأمراض الفم الأخرى، بسبب خواصه المضادة للميكروبات. ويدرس العكبر من أجل فعاليته في علاج التقرحات الفموية وتقليل التهابات القنوات السنية.

### مضاد الاكسدة
أظهرت بعض الدراسات أن العكبر يقلل من احتمالية إصابة صغار الجرذان بالماء الأزرق في العين. ومع ذلك ما تزال الحاجة إلى دراسات أكثر لإثبات ذلك.

### السرطان
أظهرت بعض الدراسات المخبرية بأن العكبر يؤدي إلى موت الخلايا وتقليل نمو عوامل النسخ في الخلايا السرطانية، بما في ذلك NF كيلوبايت. والجدير بالذكر أن caffeic acid phenethylesterl ينظمMDR-1 الجين، والذي يعتبر مسؤولا عن مقاومة الخلايا السرطانية للعَامِلٌ العِلاجِيٌّ الكِيمْيائِيّ. وفي الدراسات المجراة على الفئران، يمنع العكبر 4- (methylnitrosamino) -1- (3- بيرويل) -1-بونانون4-(methylnitrosamino)-1-(3-pyridyl)-1-butanone) تكون الأورام... ولكن الدراسات السريرية تُنتظر لتأكيد فعاليته العلاجية.

## استخدامات أخرى

### الآلات الموسيقية
يستخدمه صانعو معظم الآلات الموسيقية الوترية (الكمان) لتحسين منظر الخشب. وهو أحد مكونات الورنيش وله رائحة مميزة من السهل تمييزها. استخدم أنطونيو ستراديفاري العكبر لطلاء الآته الموسيقية.

### الغذاء
استخدم العكبر في صناعة اللبان وتسمى لبان العكبر.

### تلميع السيارات
استخدم العكبر في تفاعل كيميائي لتحويل الدهون والزيوت إلى شمع خاص بالسيارات.